# Kristinn Jónsson (cyclisme)
Pour le footballeur islandais, voir Kristinn Jónsson.
Kristinn Jónsson, né le 6 mai 2000, est un coureur cycliste islandais. 

## Biographie
En 2023, il se distingue en devenant champion d'Islande de cross-country chez les élites. Dans cette même discipline, il représente son pays au championnat du monde, où il prend la 90e place. L'année suivante, il conserve son titre de champion national en VTT. Il remporte également le championnat d'Islande sur route,.

## Palmarès sur route

### Par année
- 2017
  - 2e du championnat d'Islande sur route juniors
- 2020
  - 2e du championnat d'Islande sur route espoirs
- 2021
  -  Champion d'Islande sur route espoirs
  -  Champion d'Islande du contre-la-montre espoirs
- 2022
  - 2e du championnat d'Islande du critérium
- 2023
  - 2e du championnat d'Islande sur route
  - 3e du championnat d'Islande du contre-la-montre
- 2024
  -  Champion d'Islande sur route
  - 2e du championnat d'Islande du contre-la-montre

### Classements mondiaux
| Année           | 2019   | 2020 | 2021 | 2022 | 2023 |
| --------------- | ------ | ---- | ---- | ---- | ---- |
| UCI Europe Tour | 1 920e |      | 878e |      | 864e |

## Palmarès en VTT

### Championnats nationaux
| - 2016 - 3e du championnat d'Islande de cross-country juniors - 2017 - 2e du championnat d'Islande de cross-country juniors - 2018 - Champion d'Islande de cross-country juniors - 2020 - 3e du championnat d'Islande de cross-country | - 2022 - 2e du championnat d'Islande de cross-country - 2023 - Champion d'Islande de cross-country - 2024 - Champion d'Islande de cross-country |  |